# Bataille de Nanpi
Guerres de la fin de la dynastie Han
La bataille de Nanpi (chinois simplifié : 南皮之战 ; chinois traditionnel : 南皮之戰 ; pinyin : Nánpí Zhī Zhàn) se déroule au début de l'an 205, à la fin de la dynastie Han et oppose les seigneurs de guerre Cao Cao et Yuan Tan; ce dernier étant un des fils de Yuan Shao, un autre seigneur de guerre mort de maladie après avoir été vaincu par Cao.
À cette date Cao a déjà vaincu Yuan Shang, un autre fils de Shao, et la victoire qu'il remporte à Nanpi lui offre le contrôle des plaines du nord de la Chine, tout en obligeant les derniers membres du clan Yuan à se replier vers le Nord.

## Situation avant la bataille
Yuan Shao, le plus puissant des seigneurs de guerre du Nord de la Chine, a subi une défaite cinglante en 200, lors de la bataille de Guandu, ou son armée a été mise en déroute par celle de Cao Cao en 200. Deux ans plus tard, il meurt, laissant ses immenses territoires comprenant les provinces de Ji (冀州), Qing (青州), Bing et You à ses trois fils et un neveu : Gao Gan, Xi Yuan, Yuan Shang et Yuan Tan. En l'absence de véritable testament, c'est Yuan Tan, le fils aîné de Shao qui aurait dû succéder à son père; mais les partisans de Yuan Shang ont fabriqué un faux testament faisant de ce dernier le successeur du défunt. La colère et le ressentiment de Yuan Tan éclatent en 203, quand il se rebelle contre son frère, juste après qu'ils ont repoussé ensemble une invasion lancée par Cao Cao. Yuan Tan veut s'emparer de la ville de Ye, le berceau du clan Yuan; mais Yuan Shang défait les assiégeants et les repousse jusqu’à Nanpi, la capitale de la Commanderie de Bohai (渤海郡), qui se situe à trois cents kilomètres de Ye. Cette Commanderie se trouve au nord de la province de Qing, dont Yuan Tan est l’inspecteur (刺史) en titre depuis l'époque de son père. Là, il a donc l'avantage d’être entouré de ses anciens subordonnés comme Wang Xiu et Guan Tong (管統). Cependant, certains d'entre eux s'étaient rebellés contre lui par le passé, comme Liu Xun (劉詢), ce qui rend la situation de Yuan Tan a Nanpi loin d’être stable et sure.

À l’automne 203, Cao Cao attaque Liu Biao, un allié du clan Yuan régnant sur la province de Jing, dans le Sud de la Chine. Cette attaque fait partie d’une stratégie visant à laisser les frères Yuan s'épuiser en se querellant l'un contre l'autre. Ce plan fonctionne parfaitement, car, profitant de l’absence apparente de Cao Cao, Yuan Shang et ses hommes marchent sur Nanpi et infligent une cuisante défaite à Yuan Tan. Tan s’enfuit vers le sud à Pingyuan, dans la province de Qing. Même si cette province est l’ancien domaine de Yuan Tan, au cours des années précédentes elle a été "grignotée" lentement par Zang Ba; un des généraux de Cao Cao, qui l'annexe commanderie par commanderie au profit de son maître. Donc, lorsque Shang continue de poursuivre Tan et assiège Pingyuan, ce dernier sait parfaitement qu'il ne pourra pas compter sur des renforts provenant du reste de la province. Guo Tu, le principal conseiller de Yuan Tan, résume ainsi la situation avant de proposer une alliance improbable à son maître :
«Actuellement, mon général, vos domaines sont petits et vos soldats sont peu nombreux, les fournitures vous font défaut et vos forces sont faibles. Il [Yuan Shang] ne pourra pas être repoussé longtemps. Votre serviteur radoteur croit qu'il est possible de demander au Duc Cao d'attaquer [Yuan Shang]. Quand le Duc Cao viendra, il devra tout d’abord attaquer Ye, et [Yuan Shang] devra y retourner pour sauver la ville. Mon général aura alors seulement besoin d'envoyer ses soldats vers l’Ouest, et tout ce qui est au nord de Ye sera à lui. Si l’armée [de Yuan Shang] est vaincue, ses hommes vont s'enfuir et ils pourront nous être utiles pour résister au Duc Cao. Le Duc Cao sera alors loin [de ses bases], sans nourriture ni fournitures, il devra sûrement s’enfuir. À ce moment-là, tout le nord de l'État de Zhao devrait être nôtre, ce qui devrait être suffisant pour affronter ensuite le Duc Cao. Si vous ne suivez pas cet avis, tout ne sera plus que discordes.»
Peu de temps après que Guo Tu ait exposé son plan, Wang Xiu et Liu Biao commencent à envoyer des messages à Cao Cao pour se réconcilier avec lui. Auu début, Yuan Tan est réticent à suivre les conseils de Tu, mais il finit par envoyer Xin Pi négocier avec l’ennemi juré de son père.
Lorsque Xin Pi atteint Xiping (西平), Cao Cao est en plein milieu des préparatifs pour attaquer Liu Biao. Intrigué par cette demande inattendue, Cao consulte ses conseillers sur la meilleure façon de réagir à la situation actuelle. Xun Yu estime alors que Liu Biao n’est pas suffisamment ambitieux pour représenter une véritable menace, et que le moment est venu de tirer profit des querelles internes du clan Yuan, avant que les deux frères ne finissent par unir leurs forces. Cao Cao est d'accord sur le principe, mais il n'est pas certain de la sincérité de la proposition d'alliance de Yuan Tan. C'est à ce moment-là que Xin Pi révèle son vrai visage et dit à Cao qu'il ne doit pas s’inquiéter sur les intentions de Yuan Tan; car tant que les frères Yuan restent en désaccord, Cao peut facilement l’emporter contre leurs armées respectives. Dès lors, Cao Cao, totalement convaincu, prend la tête de son armée à la fin de l'an 203, part vers le Nord et traverse le fleuve Jaune . Pour sceller cette alliance, il organise également un mariage entre Cao Zheng (曹整), un de ses fils, et une des filles de Yuan Tan. Lorsqu'il est mis au courant de cette alliance, Yuan Shang part précipitamment de Pingyuan avec son armée pour retourner à Ye, tandis que certains de ses officiers, comme Lü Xiang et Lü Kuang, font défection au profit de Cao Cao. Les Lüs sont récompensés par Cao après avoir rejoint ses troupes, mais Yuan Tan leur offre des sceaux pour tenter de les convaincre de se joindre à lui et non à Cao. Ceci est considéré comme étant le premier "coup de canif" porté à l'alliance entre Yuan Tan et Cao Cao, mais ce dernier ne prend aucune mesure à ce stade.
Au début de l'an 204, Cao Cao se prépare pour attaquer Ye; mais Yuang Shang ne semble pas prêter attention à cette menace, car au même moment, il lance une nouvelle attaque contre son frère. Shang finit par repartir vers sa capitale à la tête d'une force de secours de 10 000 hommes, lorsqu'il s'aperçoit que Cao Cao assiège effectivement Ye. Cao n'a aucun mal à écraser ces renforts et Yuang Shang est obligé de s'enfuir vers le nord, dans la Commanderie de Zhongshan (中山郡). En septembre, la ville de Ye capitule et Yuan Tan, qui n'est plus harcelé par son frère, part de Pingyuan puis marche vers le nord et s'empare des commanderies de Ganling (甘陵), Anping (安平), Bohai et Hejian (河間). la campagne militaire de Tan atteint son paroxysme lorsqu'il attaque Zhongshan et expulse Yuan Shang hors de la province de Ji. À ce stade, Cao Cao ne trouve plus aucun intérêt à maintenir son alliance avec Yuan Tan. Il accuse ce dernier de ne pas avoir participé au siège de Ye et de seulement chercher à atteindre ses propres objectifs, sans tenir compte des termes de l'alliance. Après cela, il annule l'alliance, renvoie la fille de Tan auprès de son père et attaque les territoires de ce dernier au début de l'an 205.

## La bataille
Pour contrer l'attaque de Cao Cao, Yuan Tan établit son camp à Longcou (龍湊), se plaçant ainsi entre Pingyuan et Nanpi. En effet, malgré ses succès récents, Tan ne contrôle la partie nord de la province de Ji que depuis quelques semaines tout au plus et il n'a pas les moyens de tenir solidement à la fois Longcou et Nanpi. Lorsque Cao Cao arrive à Longcou avec son armée, Yuan Tan s’enfuit de cette position et se retire à Nanpi pendant la nuit, où il établit son camp à proximité de la rivière Qing (清河). Ce repli de Yuan Tan laisse Pingyuan sans défense et la ville tombe entre les mains de Cao Cao sans coup férir, tout comme les Xians alentour. Après la chute de la ville, les tribus Wuhuan du chef Supuyan (蘇僕延), un autre des alliés traditionnels du clan Yuan, préparent une troupe de 5 000 cavaliers pour aller aider Yuan Tan. Cao Cao envoie Qian Zhao (牽招) auprès des Wuhuan pour les dissuader d'aider les Yuan. Une fois sur place, Zhao procède à une impressionnante démonstration de force contre un envoyé de Yuan Tan présent à la Cour de Supuyan, puis réussit à convaincre le roi des Wuhuan de dissoudre l'armée de secours à Tan.

Le mois suivant, Cao Cao part vers le Nord pour attaquer Nanpi et Yuan Tan sort de son camp pour se battre. Les pertes sont élevées des deux côtés et Cao Cao envisage une trêve temporaire. Cao Chun, le chef des cavaleries Tigre et Léopard (虎豹騎) de Cao, le dissuade de prendre une telle décision, car il partage l'analyse que Guo Tu avait faite à Yuan Tan au sujet des difficultés que Cao pouvait rencontrer lors d’une telle compagne :
"Maintenant que nous avons poursuivi nos ennemis pendant un millier de km, si nous revenons sans avoir remporté la victoire nous allons certainement perdre la face. De plus, notre armée est isolée, nous sommes loin en territoire ennemi et il sera difficile de conserver notre position pendant longtemps. Quand ils gagnent, ils se développent en vain ; lorsque nous perdons, nous devenons craintifs. En utilisant la peur pour contrer la vanité, nous serons sûrement victorieux"
Cao Cao se range à l'avis de Chun et donne l'ordre de lancer une attaque agressive, avant de personnellement battre les tambours de guerre pour diriger ses soldats dans l’attaque. Finalement, l’armée de Yuan Tan est en déroute avant d’avoir eu une chance de se regrouper. Yuan Tan lui-même tombe de son cheval alors qu’il fuit les hommes de Cao Chun et, dans une tentative désespérée pour sauver sa vie, il se tourne vers son poursuivant et lui dit : "Tut ! Épargnez-moi, je peux vous rendre riche." D’après les chroniques et récit de l'époque, il a été décapité avant d'avoir fini de parler. À la suite de la mort de Yuan Tan, Cao Cao s'empare de Nanpi.

## Conséquences
Lorsque Cao Cao rentre dans la ville, il suit les conseils de Li Fu (李孚), le chef de l'administration de la province de Ji (冀州主簿) qui a rallié la cause de Cao, et ne pille pas la cité. À la place il envoie Fu dire aux habitants de vaquer à leurs occupations habituelles, comme si de rien n'était. Cependant, Cao Cao n’est pas aussi miséricordieux envers les conseillers et les proches de Yuan Tan. Ainsi, Guo Tu et les autres dirigeants sont exécutés sommairement, ainsi que leurs familles et la famille de Yuan Tan.
La chute de Nanpi, combinée avec la prise de Ye, évince le clan Yuan de la province de Ji et confirme donc la mainmise de Cao Cao sur les plaines de Chine du Nord. Zhang Yan, le chef des bandits de Heishan se soumet à Cao Cao, comme avec la plupart des fonctionnaires locaux qui étaient auparavant des soutiens du clan Yuan. Guan Tong se replie sur la Commanderie de Le'an (樂安) de la province de Qing et refuse de se rendre. Lorsqu'il est mis au courant, Cao Cao ordonne à Wang Xiu, qui a rejoint Cao après être arrivé trop tard pour sauver Yuan Tan, de tuer Tong. Mais, au lieu d'exécuter l'ordre que l'on vient de lui donner, Wang Xiu plaide la cause de Guan Tong en expliquant qu'il est un fidèle serviteur d'un État déchu, et non un ennemi de Cao. Convaincu et heureux d'avoir trouvé un serviteur si fidèle, Cao gracie Tong Guan et prend Wang Xiu à son service personnel. Avec les deux provinces de Ji et Qing sous son contrôle, Cao Cao invite les dirigeants de la noblesse locale à entrer dans son administration, suivant en cela les recommandations de son conseiller Guo Jia. Il interdit également toutes les formes de guerres privés, de querelles et de vendetta, tout en promulguant des lois somptuaires interdisant les rites funéraires excessifs, la construction de tombes extravagantes et l’érection de stèles.
Plus au nord, Yuan Shang se réfugie chez son deuxième frère Xi Yuan, qui est l’inspecteur de la Province de You. Mais même aussi loin au nord que la province de You, les gens ont senti le vent tourner en défaveur des Yuan. C'est ainsi que Wang Song (王松) de la Commanderie de Zhuo (涿郡) et Xianyu Fu (鮮于輔) de la Commanderie de Zhuo (漁陽郡) font allégeance à Cao Cao, tandis qu'Yuan Xi doit faire face au sein de son QG à une mutinerie interne menée par Jiao Chu (焦觸) et Zhang Nan (張南). Jiao Chu réussit à chasser les frères Yuan et se proclame l’inspecteur de la Province de You à la place de Yuan Xi, avant d'amener de nombreux responsables locaux à passer dans le camp de Cao Cao. Yuan Xi et Yuan Shang s’enfuient vers le nord-est, chez leurs alliés Wuhuan, qui attaquent Xianyu Fu a Gongping (獷平) pour aider les Yuans. Ce n'est pas la seule opposition locale à Cao Cao, car Du Zhao (趙犢) et Huo Nu (霍奴), des dirigeants locaux apparemment favorables aux Yuans, attaquent et tuent le Grand administrateur de Zhuo et l’inspecteur de la province de You,. À l'automne 205, après avoir consolidé son emprise sur la province de Ji, Cao Cao marche vers le Nord pour détruire de Zhao et Huo Nu et aider Xianyu Fu à faire face aux Wuhuan. Cependant, Cao n'a pas le temps de régler le problème que représentent les Wuhuan, car il doit repartir vers le sud pour mater Gao Gan, qui vient de se rebeller dans la province de Bing. Cette révolte lui a peut-être été inspirée par l’espoir que le soutien des Wuhuan pourrait renverser le cours des choses au profit de la famille Yuan. Cao Cao bat Gao Gan pour de bon en 206 et à la fin de l'an 207 il écrase définitivement les troupes réunies de la famille Yuan et des Wuhuan, devenant ainsi le maître incontesté du nord de la Chine.